# Ali ar-Rida

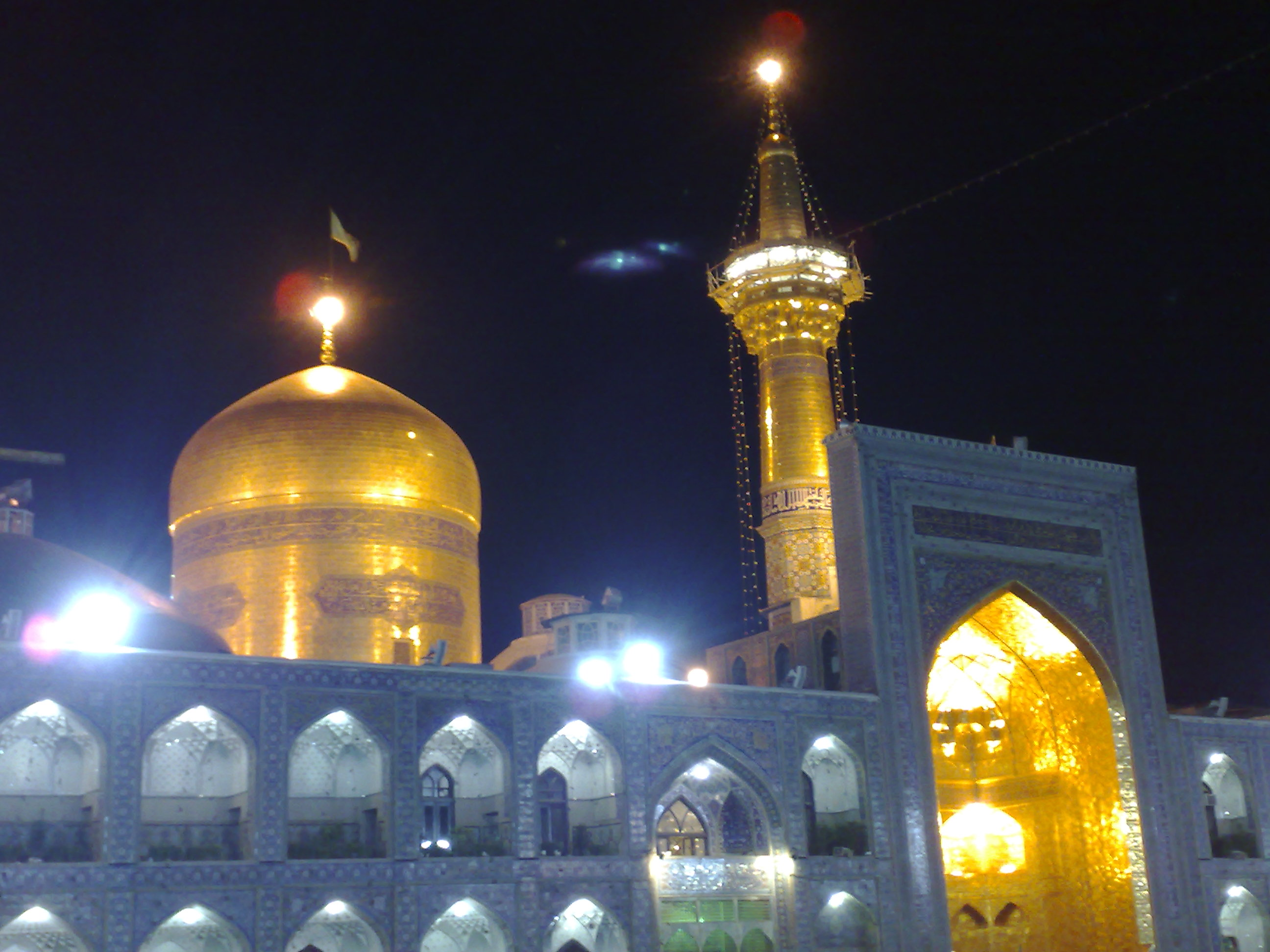
Schrijn van Ali-ar-Rida (2007)

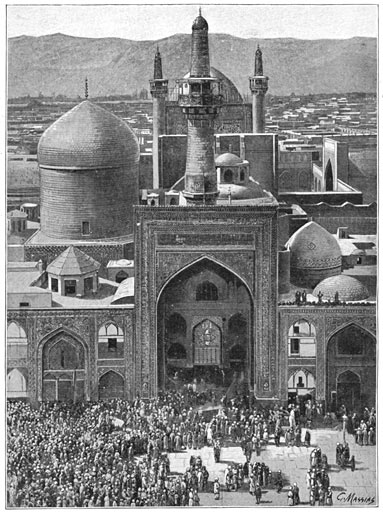
Schrijn van Ali ar-Rida

Ali ar-Rida, voluit Ali bin Musa ar-Rida (Arabisch: علي بن موسى الرضا) was de achtste imam van de Twaalf Imams. Hij leefde van 765 tot 818. In het Perzisch staat hij bekend als Imam Reza. Hij staat bekend om zijn bekende discussies met onder anderen christenen en joden. Een bekend boek hierover is Theology of Shiism: A Debate Between Imam Ali ibn Musa al-Rida (a.s.) and People of Other Beliefs.
Zijn schrijn - een moskee - bevindt zich in de stad Mashhad in het noordoosten van Iran.